# Liste der Baudenkmale in Pleasant Point
Die Liste der Baudenkmale in Pleasant Point umfasst alle vom New Zealand Historic Places Trust (NZHPT) als „Historic Place“ oder „Historic Area“ eingestuften Baudenkmale und Flächendenkmale der neuseeländischen Ortschaft Pleasant Point. Die Angaben stammen aus dem Register des NZHPT. Die Bezeichnungen der Baudenkmale orientieren sich an diesem Register. In die Liste werden auch bekannte Wahi Tapu (Area), kulturell und religiös bedeutsame Stätten und Gebiete der Māori, aufgenommen. Sie werden jedoch meist nicht publiziert.

| Bild                                | Bezeichnung                         | Ort            | Anschrift                           | Beschreibung                                      | Bauzeit   | Eintrag       | Nummer | Kat. |
| ----------------------------------- | ----------------------------------- | -------------- | ----------------------------------- | ------------------------------------------------- | --------- | ------------- | ------ | ---- |
| BW                                  | St Mary’s Church (Catholic)         | Pleasant Point | Afghan Street Karte                 | Kirche, katholische; am 21. Juli 2021 abgerissen. | n.a.      | 23. Juni 1983 | 7697   | 2    |
| BW                                  | Parr’s Waterwheel                   | Pleasant Point | Mill Road, Kerrytown Karte          | Wasserrad                                         | 1865      | 23. Juni 1983 | 1990   | 2    |
| Signal Box (part of railway museum) | Signal Box (part of railway museum) | Pleasant Point | Afghan Street Karte                 | Stellwerk                                         | n.a.      | 23. Juni 1983 | 1997   | 2    |
| Pleasant Point Railway Station      | Pleasant Point Railway Station      | Pleasant Point | Afghan Street und Main Street Karte | Bahnhof                                           | 1875      | 25. Juni 2004 | 1991   | 2    |
| BW                                  | Opihi Hotel (Former)                | Pleasant Point | 492 Opihi Road, RD12 Karte          | Hotel, ehemaliges                                 | 1878      | 10. Sep. 2004 | 3144   | 2    |
| BW                                  | Daisy Hill Cottage                  | Pleasant Point | Opihi Road Karte                    | Wohnhaus                                          | 1866–1867 | 2. Apr. 2004  | 3146   | 2    |